# Mistrzostwa Polski w Łyżwiarstwie Szybkim na Dystansach 2024
38. Mistrzostwa Polski w Łyżwiarstwie Szybkim na Dystansach 2024 odbyły się w dniach 21–23 grudnia 2023 r. w Arenie Lodowej Tomaszów Mazowiecki.

## Obrońcy tytułów
| Konkurencja               | Mężczyźni       | Kobiety             |
| ------------------------- | --------------- | ------------------- |
| 500 metrów                | Damian Żurek    | Andżelika Wójcik    |
| 1000 metrów               | Damian Żurek    | Andżelika Wójcik    |
| 1500 metrów               | Marcin Bachanek | Karolina Bosiek     |
| 5000 metrów / 3000 metrów | Szymon Palka    | Magdalena Czyszczoń |
| Bieg masowy               | Szymon Palka    | Karolina Bosiek     |

## Wyniki

### Kobiety
| Konkurencja:   | 1. miejsce                                                         | Rezultat | 2. miejsce                                                           | Rezultat | 3. miejsce                                                      | Rezultat |
| 500 m          | Karolina Bosiek (KS Pilica Tomaszów Mazowiecki)                    | 38.49    | Andżelika Wójcik (MKS Cuprum Lubin)                                  | 38.57    | Iga Wojtasik (AZS AWF Katowice)                                 | 38.99    |
| 1000 m         | Karolina Bosiek (KS Pilica Tomaszów Mazowiecki)                    | 1:17.62  | Iga Wojtasik (AZS AWF Katowice)                                      | 1:18.35  | Natalia Jabrzyk (KS Pilica Tomaszów Mazowiecki)                 | 1:18.76  |
| 1500 m         | Magdalena Czyszczoń (AZS AWF Katowice)                             | 2:01.91  | Natalia Jabrzyk (KS Pilica Tomaszów Mazowiecki)                      | 2:02.06  | Karolina Bosiek (KS Pilica Tomaszów Mazowiecki)                 | 2:02.47  |
| 3000 m         | Magdalena Czyszczoń (AZS AWF Katowice)                             | 4:15.84  | Natalia Jabrzyk (KS Pilica Tomaszów Mazowiecki)                      | 4:24.49  | Zofia Braun (WTŁ Stegny Warszawa)                               | 4:24.87  |
| Bieg masowy    | Magdalena Czyszczoń (AZS AWF Katowice)                             | 63       | Natalia Jabrzyk (KS Pilica Tomaszów Mazowiecki)                      | 43       | Olga Piotrowska (AZS AWF Katowice)                              | 22       |
| Bieg drużynowy | AZS AWF Katowice Magdalena Czyszczoń Olga Piotrowska Maja Płończyk | 3:16.49  | KS Pilica Tomaszów Mazowiecki Natalia Jabrzyk Iga Smejda Pola Matera | 3:29.47  | WTŁ Stegny Warszawa Zofia Braun Julia Grzywińska Liubou Rudenka | 3:32.18  |

### Mężczyźni
| Konkurencja:   | 1. miejsce                                                                      | Rezultat | 2. miejsce                                                                     | Rezultat | 3. miejsce                                                   | Rezultat |
| 500 m          | Damian Żurek (KS Pilica Tomaszów Mazowiecki)                                    | 35.32    | Marek Kania (Fundacja ŁiSW Legia Warszawa)                                     | 35.34    | Piotr Michalski (AZS AWF Katowice)                           | 35.82    |
| 1000 m         | Damian Żurek (KS Pilica Tomaszów Mazowiecki)                                    | 1:09.58  | Marek Kania (Fundacja ŁiSW Legia Warszawa)                                     | 1:10.03  | Piotr Michalski (AZS AWF Katowice)                           | 1:10.39  |
| 1500 m         | Szymon Wojtakowski (KS Pilica Tomaszów Mazowiecki)                              | 1:48.70  | Marcin Bachanek (KS ARENA Tomaszów Mazowiecki)                                 | 1:50.34  | Jakub Piotrowski (KS Pilica Tomaszów Mazowiecki)             | 1:51.12  |
| 5000 m         | Artur Janicki (UKS Błyskawica Domaniewice)                                      | 6:41.95  | Szymon Palka (KS ARENA Tomaszów Mazowiecki)                                    | 6:46.70  | Mateusz Śliwka (UKS 3 Milanówek)                             | 6:48.60  |
| Bieg masowy    | Artur Janicki (UKS Błyskawica Domaniewice)                                      | 65       | Dawid Burzykowski (AZS Zakopane)                                               | 40       | Szymon Palka (KS ARENA Tomaszów Mazowiecki)                  | 23       |
| Bieg drużynowy | KS Pilica Tomaszów Mazowiecki II Szymon Kwapisz Michał Kopacz Dawid Balczerczyk | 4:07.29  | KS Pilica Tomaszów Mazowiecki Szymon Wojtakowski Jakub Piotrowski Damian Żurek | 4:10.11  | AZS Zakopane Dawid Burzykowski Kiryl Pishchala Patryk Wójcik | 4:16.33  |